# Cook Summit
Der Cook Summit ist ein 1590 m hoher Berg auf der Brabant-Insel im westantarktischen Palmer-Archipel. Er ist die höchste Erhebung der Solvay Mountains und ragt zwischen dem Galen Peak und dem Celsus Peak auf.
Das UK Antarctic Place-Names Committee benannte ihn 1986 nach dem US-amerikanischen Polarforscher Frederick Cook (1865–1940), Teilnehmer der Belgica-Expedition (1897–1899) unter der Leitung des belgischen Polarforschers Adrien de Gerlache de Gomery.